# ゆん (YouTuber)
ゆん（1994年〈平成6年〉12月5日 - ）は、日本の女性YouTuber、元アイドル。YouTuberコンビ・ヴァンゆん、およびアイドルグループ・BSJプロジェクトの元メンバー。アイドル時代の活動名義は熊崎 優美（くまざき ゆみ）。
愛知県名古屋市出身。太田プロダクション所属。夫はYouTuberグループ・Fischer’sのシルクロード。

## 来歴

### 生い立ち
1994年12月5日、愛知県名古屋市に生まれる。日本人の父親と、フィリピン人の母親を持つハーフである。3人姉弟の長女で弟と妹がおり、弟もYouTuberのYJとして活動している。
中学生時代、ハーフを理由にいじめを受け、引きこもりを経験した。

### アイドルとして
2011年10月16日、SKE48第5期生オーディションに仮合格するも、正式加入に至らなかった。
2015年6月21日、愛知県名古屋市を拠点に活動する女性アイドルグループ「BSJプロジェクト」の正規メンバーとして披露される。
2016年3月19日、アイドル事務所のシンデレラプロモーションへ移籍。8月23日、渋原コレクションでグランプリに選出される。
2016年、経営者をしていた父が病を患い、会社を引き継ぐためにアイドルを引退。のちに父は他界する。

### YouTuberとして
2017年1月1日、YouTuber事務所のVAZに所属。3月より、VAZが運営するYouTubeチャンネル「MelTV」にレギュラー出演。ねお、歩乃華、きぬと共に「ねおほのきぬゆん」として親しまれる。
2017年4月1日、YouTubeチャンネル「ゆんちゃんねる」を開設し、YouTuberとして活動を開始。12月5日、チャンネル登録者数が10万人を突破。
2018年夏、元ヴィジュアル系バンドのボーカルでYouTuberのヴァンビとコンビを組み、「ヴァンゆん」を結成。
2019年9月4日、芸能事務所の太田プロダクションに移籍。10月8日、移籍後初めてテレビ番組に出演。
2020年9月15日、自身がプロデュースするハンドジェルブランド『Liypaint（リペイント）』を展開。
2021年10月20日、MBSドラマイズム『凛子さんはシてみたい』で女優デビュー。
2022年12月31日、「ヴァンゆん」が活動を休止。9月9日、正式に解散を発表。
2023年5月30日、YouTuberグループ「Fischer’s」のメンバーであるシルクロードとの結婚を発表。2024年4月2日、第一子となる男児の出産を発表。11月には、夫婦で『第17回ペアレンティングアワード』のインフルエンサー部門を受賞。
2024年4月29日、チャンネル登録者数が100万人を突破。12月5日、公式ファンクラブ『Yumily Home』を開設。
2025年5月5日、第二子の妊娠を発表。

## 出演

### テレビドラマ
- 凛子さんはシてみたい（MBS・TBS、2021年10月20日 - 12月8日） - 木場園子 役[17]

### ウェブ番組
- MelTV（VAZ・YouTube、2017年3月 - 2018年3月[注 1]） - レギュラー[26]

## 受賞歴
- 渋原コレクション2016 グランプリ・PROF賞・JUNON賞（2016年8月23日）[11]
- 第17回ペアレンティングアワード インフルエンサー部門（2024年11月27日）[21]